# 庫柏·霍夫曼
庫柏·霍夫曼（英語：Cooper Hoffman，2003年3月20日—），美國男演員，知名作品即電影處女作為保羅·湯瑪斯·安德森電影《甘草比萨》（2021年）。他是著名演員菲利浦·西摩·霍夫曼的兒子。

## 生平
庫柏·霍夫曼是演員菲利浦·西摩·霍夫曼及咪咪·歐唐納（Mimi O'Donnell）的兒子。他還有兩個妹妹。
2020年9月，霍夫曼被選為保羅·湯瑪斯·安德森電影《甘草比萨》的男主角，與艾拉娜·海姆共同主演。本片於2021年發行，也是霍夫曼的電影處女作。電影受到外界普遍讚譽，霍夫曼藉此提名金球獎最佳音樂及喜劇類電影男主角。

## 作品列表

### 電影
| 年份 | 標題           | 角色            | 附註 |
| ---- | -------------- | --------------- | ---- |
| 2021 | 《甘草比萨》   | 蓋瑞·瓦倫丁（Gary Valentine） |      |
| 2023 | 《野貓》       | 曼利·波因特（Manley Pointer） |      |
| 2024 | 《奧德蓋任務》 | 威爾堡（Wihlborg）      |      |
| 2024 | 《周六夜时光》 | 迪克·埃伯索爾   |      |
| 2025 | 《大競走》     | 雷蒙·蓋瑞提（Raymond Garraty） |      |

## 外部連結
- 庫柏·霍夫曼在互联网电影资料库（IMDb）上的資料（英文）